# El Montonero (periódico digital)
El Montonero es un periódico en línea peruano con sede en Lima fundado en julio de 2014 por los periodistas Víctor Andrés Ponce y Víctor Robles Sosa. Produce artículos de opinión con contenidos multimedia en imágenes, videos y audios.

## Historia
Es dirigido por Víctor Andrés Ponce y ha mostrado una línea editorial a favor del conservadurismo de derecha. De acuerdo a su director, el nombre del portal «alude a la idea de guerrero, de combate».
Cuenta y ha contado con columnistas como Arturo Valverde Pastor, Jorge Morelli, Hugo Neira, Mauricio Mulder, Francisco Tudela, Rafael Rey, José Barba, Domingo García Belaunde, Ernesto Álvarez Miranda, Martín Santibáñez, Darío Enríquez, Dante Bobadilla, Daniel Brousek y José Ignacio Tola.